# Republic Street
Republic Street (in maltese: Triq ir-Repubblika) è la principale strada de La Valletta nell'isola di Malta. È una strada lunga circa 1 chilometro, in gran parte pedonale, ed è conosciuta per gli edifici commerciali, legislativi e giudiziari.

## Storia
Dopo il grande assedio di Malta La Valletta fu progettata e costruita dall'Ordine di San Giovanni su una griglia con Republic Street al centro, come strada principale della capitale.
La strada ha avuto diversi nomi nel corso della storia: durante il dominio dell'Ordine di San Giovanni fu conosciuta come Strada San Giorgio, durante l'occupazione francese venne chiamata Rue Nationale, durante il periodo della Colonia di Malta venne chiamata Strada Reale e durante il periodo dell'inglesizzazione di Malta sotto il primo ministro Gerald Strickland, la strada fu chiamata Kingsway. I maltesi ribattezzarono la strada con il nome attuale.
A causa della sua posizione nel cuore di una delle città più importanti di Malta, Republic Street venne bombardata pesantemente durante la seconda guerra mondiale.
Republic Street si estende dal City Gate fino ai granai del Forte Sant'Elmo.
Nel suo percorso verso il basso, la strada incontra diversi edifici e piazze di rilievo tra cui il City Gate, il Parlamento di Malta, il Palazzo Ferreria, il Teatro Reale, il museo archeologico, St. John's Square, la Corte di giustizia, il Casinò di Malta, Republic Square con la Biblioteca nazionale, il palazzo del Gran Maestro, St George's Square, il palazzo Spinola, la casa Rocca Piccola.